# Denzel Curry
Denzel Rae Don Curry (Carol City, 16 februari 1995), beter bekend als Denzel Curry, is een Amerikaanse rapper en artiest.  

## Biografie
Denzel Curry werd in 1995 geboren als zoon van ouders van Bahamaanse afkomst in Carol City (Florida). Hij groeide op in een buitenwijk van Miami. Hij begon poëzie te schrijven in het basisonderwijs en in het 6de leerjaar begon hij met rappen. Hij ging naar de High School of Design and Architecture (DASH), maar werd na twee jaar geschorst. Vervolgens heeft hij zijn studies afgemaakt en is hij afgestudeerd aan Carol City High in 2013. Tijdens deze periode waarin hij op school zat is hij beginnen werken aan zijn eerste album Nostalgic 64.

### Carrière
In 2011, toen hij 16 was, heeft Curry zijn eerste mixtape gepubliceerd, genaamd King Remembered. Als gevolg hiervan kwam hij in contact met rapper SpaceGhostPurrp die zich ook in Florida bevond. Deze nam hem onder de arm en Curry werd lid van diens hiphop-collectief Raider Klan.
In 2012 bracht hij zijn tweede mixtape uit genaamd King of the Mischievous South Vol. 1.
Curry's derde mixtape Strictly for My R.V.I.D.X.R.Z. bracht hij uit na de dood van Trayvon Martin, die ook in Carol City woonde en naar dezelfde middelbare school als Curry ging.
In de tweede helft van 2012 bracht Curry zijn eerste studiosingle "Dark & Violent" uit op SoundCloud. In 2013 kwam zijn eerste album uit genaamd Nostalgic 64, in 2016 gevolgd door Imperial.